# Liszajecznik żółty

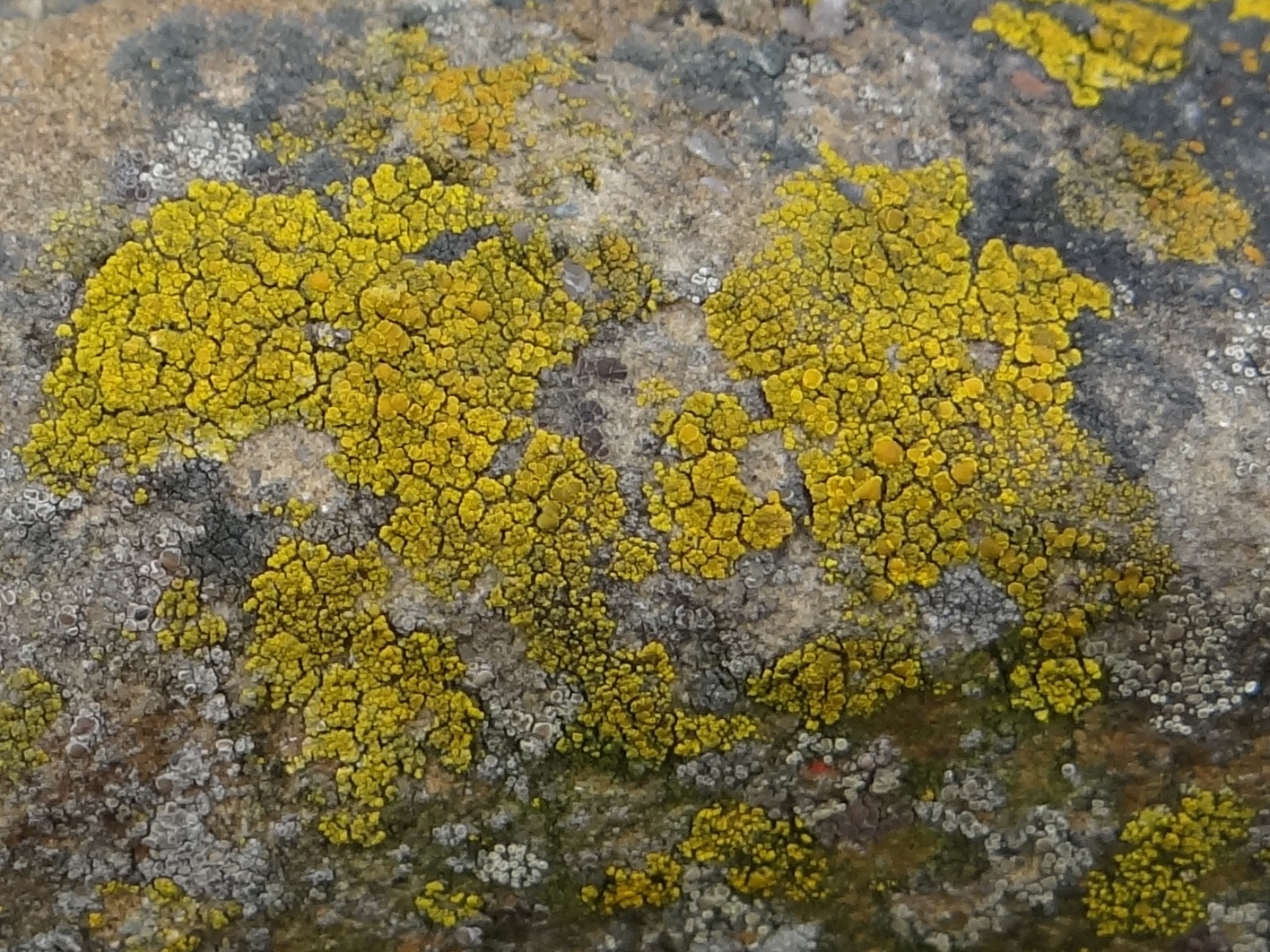

Liszajecznik żółty (Candelariella vitellina (Hoffm.) Müll. Arg.) – rodzaj grzybów z rodziny Candelariaceae. Ze względu na symbiozę z glonami zaliczany jest do porostów.

## Systematyka i nazewnictwo
Pozycja w klasyfikacji według Index Fungorum: Candelariaceae, Candelariales, Candelariomycetidae, Candelariomycetes, Pezizomycotina, Ascomycota, Fungi.
Po raz pierwszy takson ten zdiagnozował w 1794 r. George Franz Hoffmann nadając mu nazwę Patellaria vitellina. Obecną, uznaną przez Index Fungorum nazwę nadał mu w 1894 r. Johannes Müller Argoviensis, przenosząc go do rodzaju Candelariella.
Niektóre synonimy nazwy naukowej:

- Callopisma vitellinum (Hoffm.) Mudd 1851
- Caloplaca vitellina (Hoffm.) Th. Fr. 1871
- Candelaria vitellina (Hoffm.) A. Massal. 1852
- Gasparrinia vitellina (Hoffm.) Tornab. 1849
- Gyalolechia vitellina (Hoffm.) Anzi 1860
- Lecanora vitellina (Hoffm.) Ach. 1810
- Lecidea vitellina (Hoffm.) J. Kickx f. 1835
- Lichen vitellinus Hoffm. 1796
- Parmelia vitellina (Hoffm.) Ach. 1803
- Xanthoria vitellina (Hoffm.) Th. Fr. 1861

Nazwa polska według Krytycznej listy porostów i grzybów naporostowych Polski. 

## Morfologia
Plecha skorupiasta z glonami protokokkoidalnymi. Jest  bardzo cienka, składa się ziarenek o średnicy 0,1–0,2(0,3) mm, które mogą występować pojedynczo, tworzyć grupy o średnicy 1–2 mm, lub poduszeczkowate areolki o średnicy do 5 mm. Mają barwę od żółtej do żółtozielonkawej. Reakcje barwne: K –, Pd –.
Urwistki nie występują, plecha tworzy natomiast zazwyczaj licznie apotecja lekanorowe o średnicy 0,5–1,5 mm. Są koliste, ale apotecja stykające się z sobą mają kanciasty lub nieregularny kształt. Mają płaskie lub nieco tylko wypukłe tarczki o barwie nieco ciemniejszej od plechy – są brudnożółte, zielonożółte lub brunatnożółte. Ich brzeżek jest cienki, gładki i pogięty, ziarenkowaty lub karbowany. Hymenium ma wysokość 60–70 μm i w swojej najwyższej części ma barwę od żółtej do brunatnej. Hypotecjum jest bezbarwne. Askospor powstaje po 16-32 w każdym worku. Są jednokomórkowe, elipsoidalne, proste lub zagięte, mają obydwa końce zaokrąglone i rozmiar 9–15 × 4,5–6,5 μm. Pyknidia pojawiają się rzadko i mają postać żółtych plamek. 

## Występowanie i siedlisko
Gatunek kosmopolityczny, występujący na wszystkich kontynentach i wielu wyspach, w tym również na Antarktydzie i Grenlandii. W Polsce jest pospolity na terenie całego kraju. 
Występuje głównie na skałach krzemianowych i na wapieniach, rzadziej na korze drzew (głównie liściastych).

## Gatunki podobne
- liszajecznik ziarnisty (Candelariella xanthostigma), jest również pospolity, ale rośnie głównie na korze drzew, rzadko tworzy apotecja i złożony jest ze znacznie drobniejszych ziarenek[4],
- liszajecznik koralkowaty (Candelariella coralliza) ma plechę złożoną z licznych areolek tworzących jak gdyby zespół nanizanych koralików.